# Gesztenyebarna üregestinóru
A gesztenyebarna üregestinóru (Gyroporus castaneus) a üregestinórufélék családjába tartozó, Eurázsiában, Észak-Amerikában és Ausztráliában honos, meleg lomberdőkben élő, ehető gombafaj. Egyéb elnevezései: gesztenye üregestinóru, gesztenyebarna tinóru, gesztenyetinóru.

## Megjelenése
A gesztenyebarna üregestinóru kalapja 3-6 (max. 10) cm széles, alakja fiatalon domború, majd laposan kiterül. Széle szabályos, felszíne finoman molyhos, idősen sima. Színe egyenletes gesztenyebarna vagy fahéjbarna, sérülésre feketésen foltosodik.
Húsa vékony, kemény, törékeny; színe fehér, ami sérülésre nem változik. Szaga kellemes, íze kissé dióra emlékeztet.
Termőrétege pórusos, a tönk előtt felkanyarodó. A pórusok szűkek. Színe fehéres, idősen krémsárgás. 
Tönkje 5-8 cm magas és 1-2 cm vastag. Törékeny, alakja hengeres vagy kissé elvékonyodó, belül emeletesen üreges; a fiatal gomba üregeit fehér vattaszerű anyag tölti ki. Színe a fehéres és a kalapszín között változik, sokszor egy tönkön foltokban, csíkokban is.
Spórapora halványsárga. Spórája elliptikus, sima, mérete 8-11 x 5-7 µm. 

### Hasonló fajok
Üreges tönkje és színét nem váltó húsa alapján jól felismerhető. Külsőre a barna tinóru hasonlít hozzá.

## Elterjedése és termőhelye
Eurázsiában, Észak-Amerikában és Ausztráliában honos. Magyarországon nem gyakori.
Savanyú talajú melegkedvelő lomberdőkben található meg, inkább tölgy (esetleg bükk, szelídgesztenye) alatt. Júniustól októberig terem. 
Jóízű, de nagyon kemény húsú gombafaj.

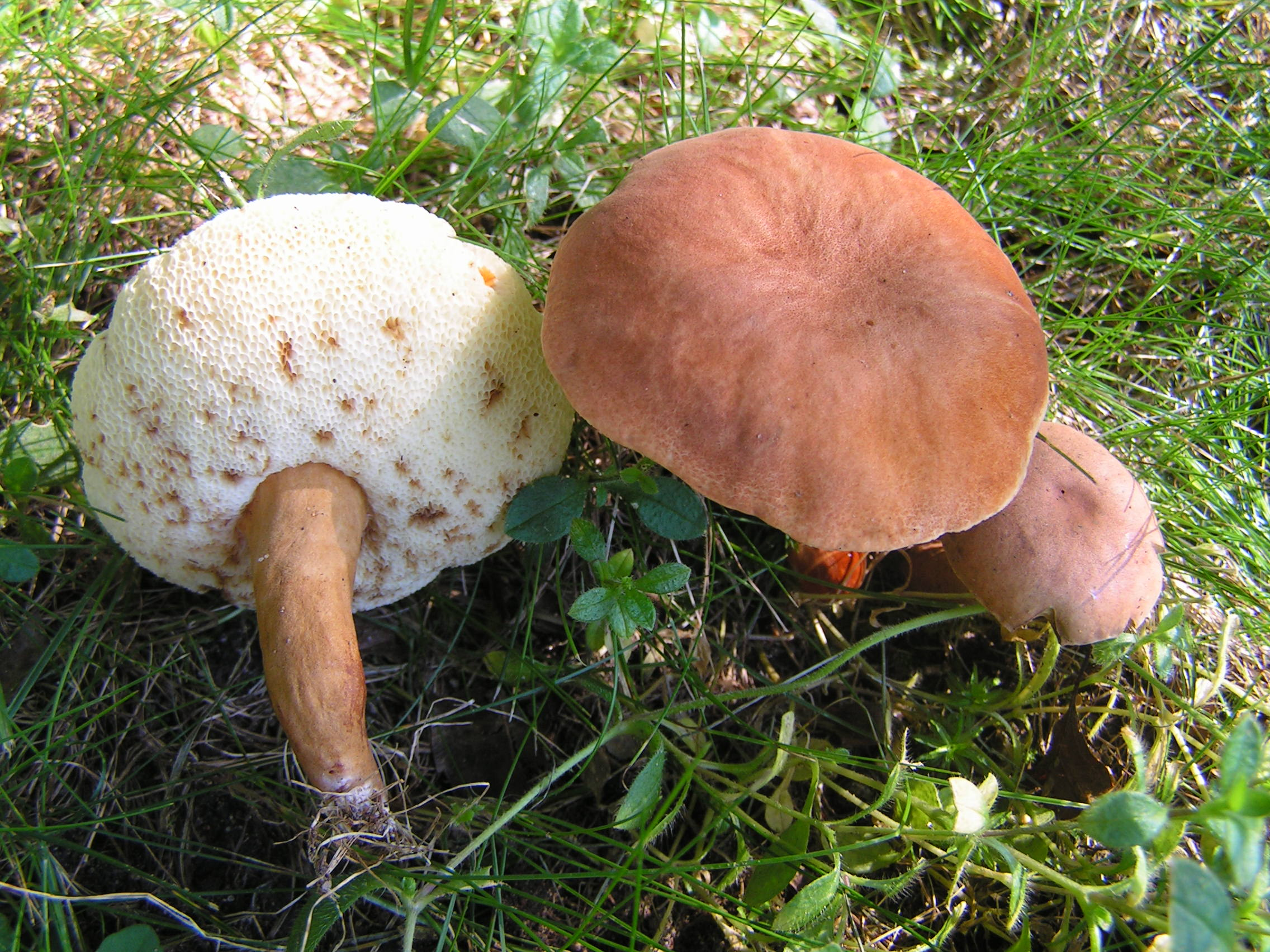
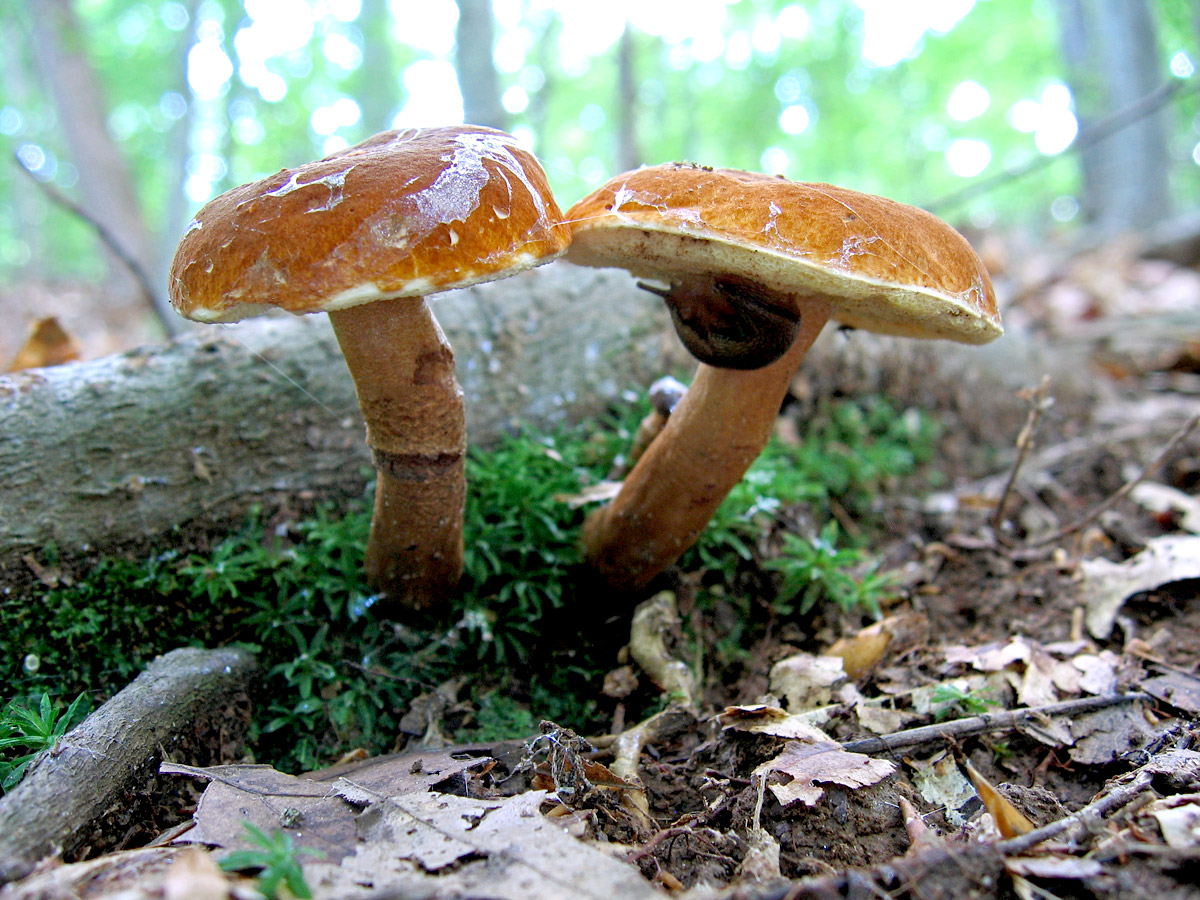
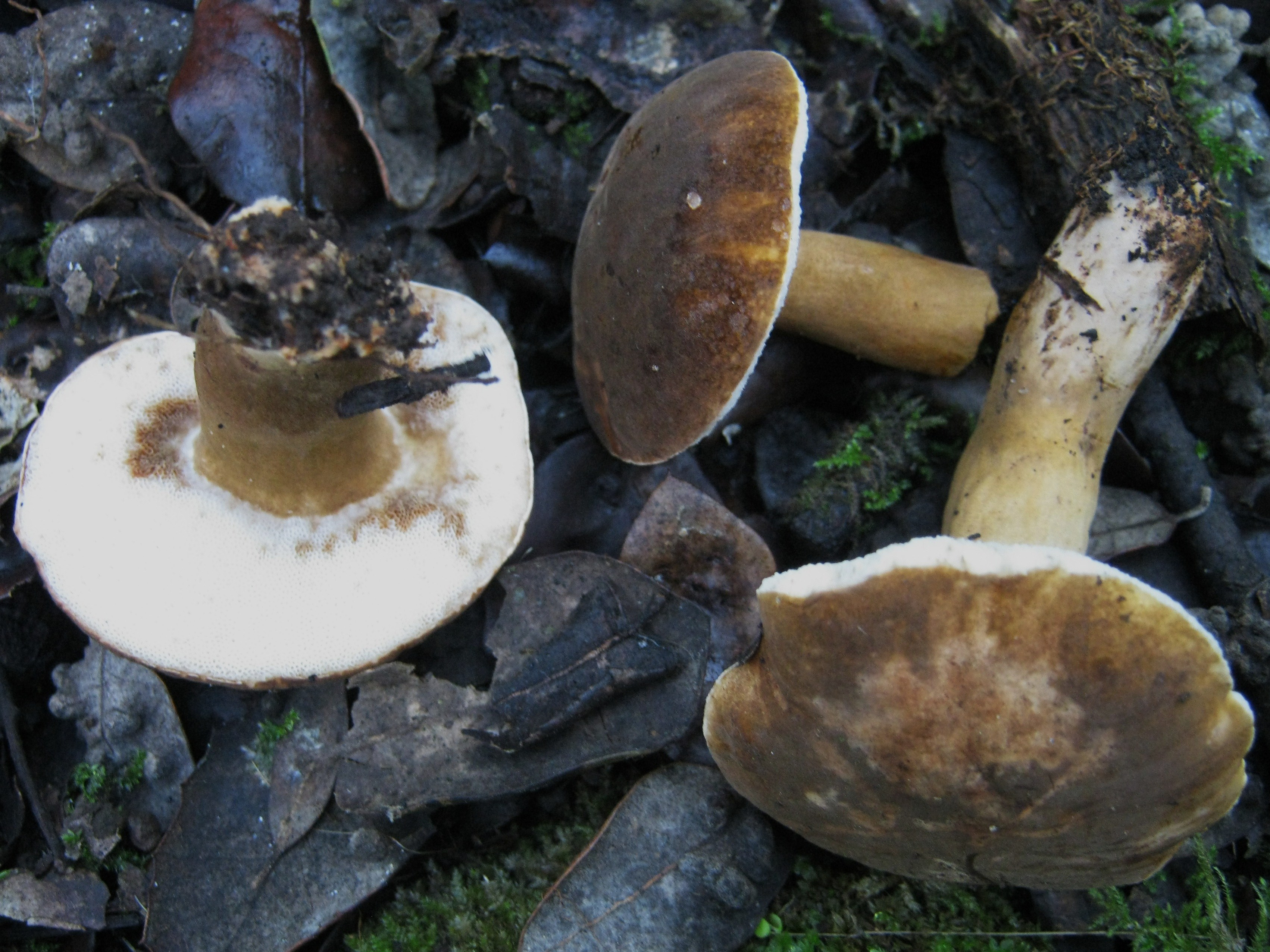
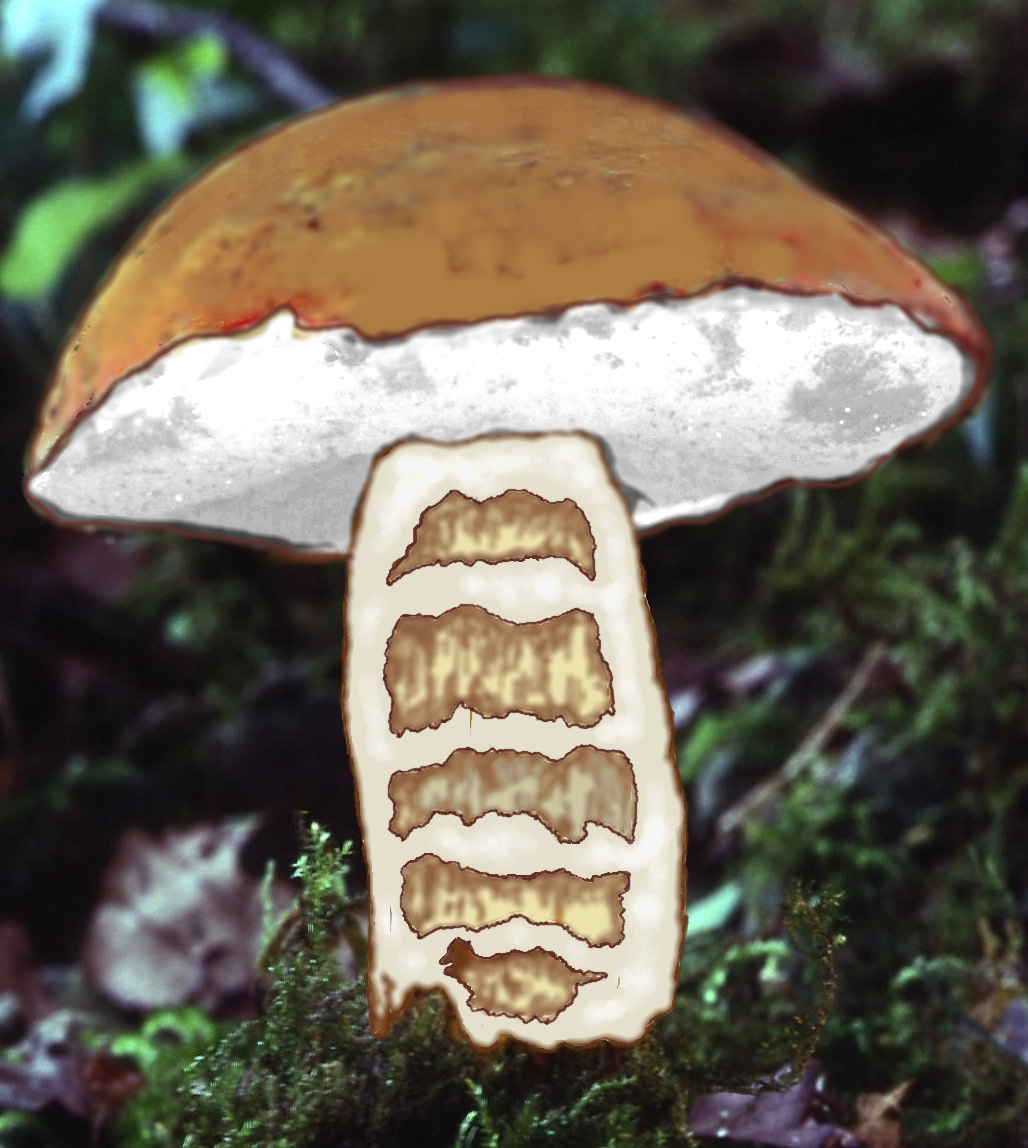